# Rhacophorus hungfuensis
Rhacophorus hungfuensis är en groddjursart som beskrevs av Liu och Hu 1961. Rhacophorus hungfuensis ingår i släktet Rhacophorus och familjen trädgrodor. IUCN kategoriserar arten globalt som otillräckligt studerad. Inga underarter finns listade i Catalogue of Life.